# Aart Aardoom
Aart Aardoom (Ridderkerk, 12 april 1906 – 15 augustus 1985) was een Nederlandse verzetsstrijder tijdens de Tweede Wereldoorlog.
Aardoom werd geboren in Ridderkerk en kwam uit een geslacht van tuinlieden en kwekers. Hij werkte in Schiedam als kantoorbediende en raakte al in het begin van de oorlog betrokken bij het verzet.
Hij werd lid van de Verzetsgroep de Geuzen. Zoals vele van zijn collega's binnen deze groep werd ook hij al spoedig, toen de groep werd opgerold, gearresteerd. Op 30 november 1940 werd hij opgepakt en opgesloten in de gevangenis van Scheveningen (Oranjehotel). Aardoom ging op 8 april 1941 op transport naar het concentratiekamp Buchenwald. Op 11 april 1945 werd het kamp bevrijd door de Amerikanen. Aardoom keerde terug naar Schiedam en kreeg samen met zijn vrouw Anna van Halem een dochter (1946) en een zoon (1948). Hij hervatte zijn kantoorwerkzaamheden bij de scheepswerf Wilton-Fijenoord en werd zeer actief in de Nederlandse Vereniging van Ex-Politieke Gevangenen ("Expogé"). Aart Aardoom stierf op 15 augustus 1985.

## Onderscheiding
- Verzetsherdenkingskruis[1]